# Cynric dei Gewisse
Cynric Cerdicing (... – 560) regnò sui Gewisse (regno anglosassone nell'Inghilterra medievale) dal 534 al 560.
Era figlio o nipote del precedente re Cerdic. Tra le poche testimonianze sulla sua vita si dice che: 
- nel 552 Cerdic conquistò Searobyrig ovvero Old Sarum, vicino a Salisbury
- nel 556 lui e il figlio Ceawlin sconfissero i britanni nella battaglia di Beranburh, oggi identificata con Barbury Camp.

A Cynric successe proprio il figlio Ceawlin.

## Nella cultura di massa
Nel film del 2004, King Arthur, di Antoine Fuqua, Cerdic e Cynric sono presentati come sassoni invasori e sono uccisi rispettivamente da Artù e da Lancillotto nella battaglia del Monte Badon. Cynric è stato interpretato da Til Schweiger.